# 阮廷逵
阮廷逵（越南语：／，？—？），越南阮朝官員。

## 生平
曾任建安巡抚，1924年，升一项巡抚。1925年，调入上审院。1926年，陞二项總督。1927年1月，改補北寧總督。1930年，陞一項總督。
後致仕。